# Desmodium arbuscula
Desmodium arbuscula är en ärtväxtart som beskrevs av Paul Carpenter Standley och Louis Otho Otto Williams. Desmodium arbuscula ingår i släktet Desmodium och familjen ärtväxter. Inga underarter finns listade i Catalogue of Life.